# Grupo de simetría
El grupo de simetría es un grupo de operaciones o transformaciones geométricas que deja invariante cierta entidad geométrica o entidad física. El concepto es importante tanto en geometría, como en mecánica lagrangiana y teoría cuántica de campos.

## Grupo de simetría en geometría
El grupo de transformaciones que dejan invariante una figura plana sería el conjunto de todos los movimientos que dejarían invariante a dicha figura, y contiene al menos el movimiento identidad.
Un conjunto de puntos de un plano se dice que es invariante por un movimiento cuando mediante dicho movimiento de transformación se obtiene el mismo conjunto. Por ejemplo un triángulo equilátero puede ser girado 120, 240 o 360 grados, obteniéndose el mismo triángulo.
Al movimiento que deja los puntos en la misma posición inicial se le llama movimiento identidad, en el ejemplo dado sería el giro de 360 grados.

## Grupo de simetría en física
En física es habitual considerar grupos de simetrías en varios contextos:
1. En mecánica cuántica y teoría cuántica de campos, el grupo de simetría se refiere al conjunto de transformaciones de coordenadas o transformaciones de gauge que dejan invariante el lagrangiano que define la evolución temporal de un sistema físico.
2. A la situación en que las ecuaciones que describen un cierto sistema físico, son invariantes bajo cierto tipo de transformaciones. Esto implica que las soluciones a dicho problema físico también presentan dicho tipo de invariancia.

1. En cristalografía, el grupo de simetría es un grupo puntual tridimensional, que es un subgrupo del grupo ortogonal {\displaystyle \mathrm {O} (3)}.